# Mariko Iwadate
Mariko Iwadate (岩館真理子?, Iwadate Mariko; Hokkaidō, 8 febbraio 1957) è una fumettista giapponese (mangaka), celebre per i suoi shōjo.
Ha debuttato professionalmente con il manga Worlds nel 1973.
Nel 1992 Ha vinto il premio Kodansha per i manga per Uchi no Mama ga iu Koto ni wa. I suoi altri lavori comprendono Futari no Dōwa, Angel, Marude Shabon, Alice ni Onegai, Amaryllis.